# Горнолыжный спорт на зимних Сурдлимпийских играх 2015
Соревнования по горнолыжному спорту на зимних Сурдлимпийских играх 2015 в Ханты-Мансийске и Магнитогорске прошли с 1 по 5 апреля на горнолыжных центрах «Хвойный урман» (Ханты-Мансийск) и «Металлург-Магнитогорск». Разыграно 10 комплектов наград.
Наиболее успешно выступили итальянец Джакомо Пьербон (три золото и два серебра) и чешка Тереза Кмохова, которая выиграла все пять золотых медалей. Российские спортсмены не выиграли ни одной медали.

### Медалисты

#### Мужчины
| Дисциплина                      | Золото           | Серебро         | Бронза              |
| Скоростной спуск см. подробнее  | Филипп Штайнер   | Джакомо Пьербон | Филипп Айзенман     |
| Суперкомбинация см. подробнее   | Джакомо Пьербон  | Филипп Штайнер  | Тома Люксей         |
| Супергигант см. подробнее       | Джакомо Пьербон  | Филипп Штайнер  | Николя Саррмежан    |
| Гигантский слалом см. подробнее | Николя Саррмежан | Джакомо Пьербон | Кристоф Лебельхубер |
| Слалом см. подробнее            | Джакомо Пьербон  | Тома Люксей     | Давид Пеллетье      |

#### Женщины
| Дисциплина                      | Золото         | Серебро            | Бронза             |
| Скоростной спуск см. подробнее  | Тереза Кмохова | Вероника Грыгарова | Аня Древ           |
| Суперкомбинация см. подробнее   | Тереза Кмохова | Мелисса Кок        | Беатрис Бруннбауэр |
| Супергигант см. подробнее       | Тереза Кмохова | Мелисса Кок        | Беатрис Бруннбауэр |
| Гигантский слалом см. подробнее | Тереза Кмохова | Мелисса Кок        | Беатрис Бруннбауэр |
| Слалом см. подробнее            | Тереза Кмохова | Мелисса Кок        | Кристина Кок       |